# Ива арктическая
И́ва аркти́ческая (лат. Sálix árctica) — вид низкорослых кустарников из рода Ива (Salix) семейства Ивовые (Salicaceae).

## Ботаническое описание
Прямостоячий или распростёртый кустарничек до 70 см высотой, с мощной, распластанной по субстрату корневой системой и с многочисленными побегами. Ветви восходящие, приподнимающиеся или стелющиеся, от желтовато-бурых до серо-коричневых, голые, толстые, узловатые до 50 см длиной.

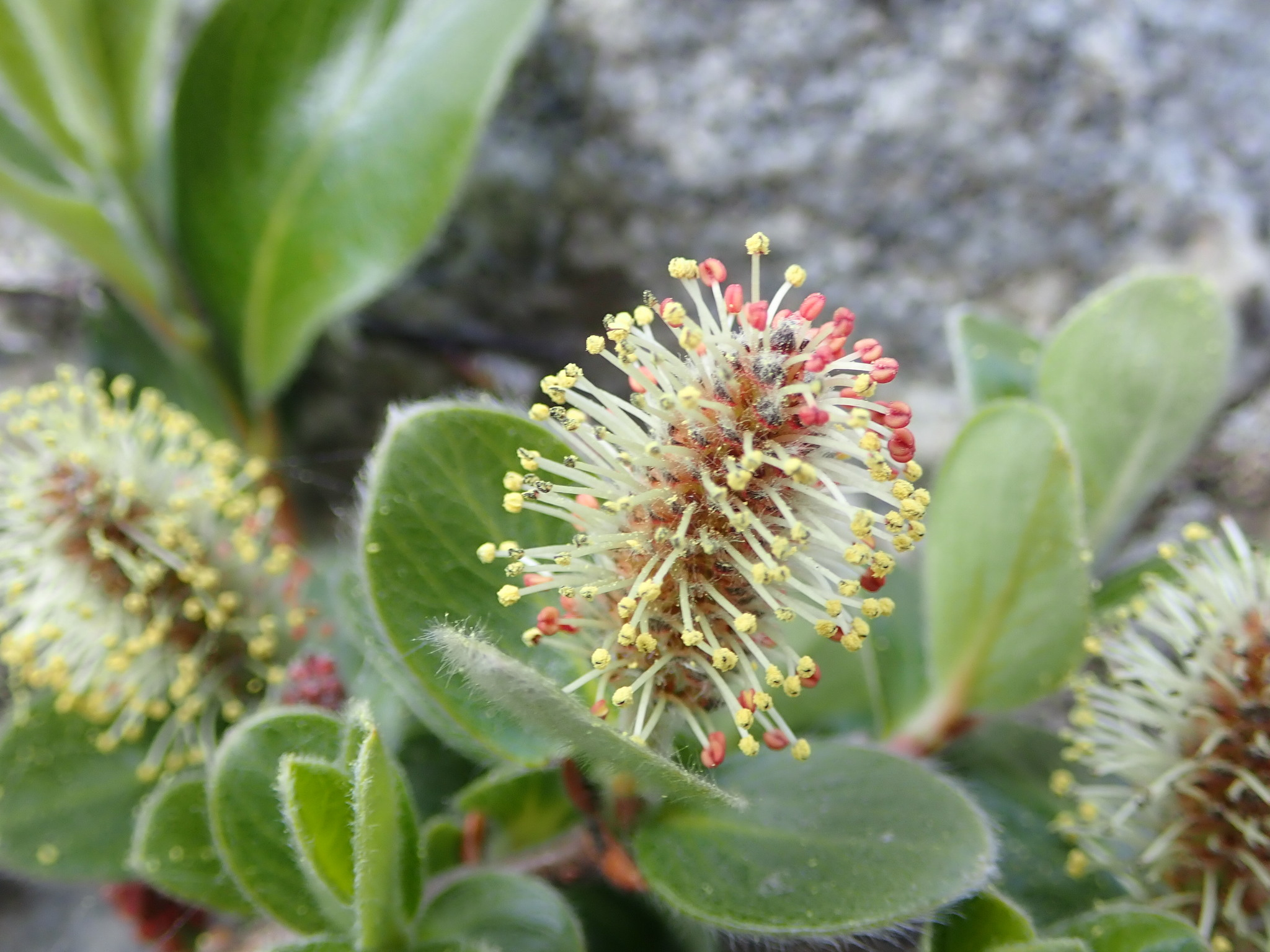
Мужское соцветие. Пробережье Гренландии в проливе Девиса

Генеративные и вегетативные почки внешне сходные, крупные, яйцевидные или овальные, без резких боковых рёбер, на верхушке округлые или тупые.
Прилистники почти незаметные, яйцевидные, иногда развиваются в широкий верхний лист. Черешки длиной 3—11 мм, толстые, к основанию сильно расширенные. Листья 15—50 мм длиной и 10—25 мм шириной, яйцевидные или обратнояйцевидные, с закруглённой верхушкой (реже заострённые) и суженным основанием, цельнокрайные, сверху тёмно-зелёные, блестящие, снизу бледно-зелёные, со слабо выступающей сетью жилок; в молодости волосистые, зрелые обычно голые, реже рассеянно прижато-длинноволосистые.
Мужские соцветия-серёжки верхушечные, длиной 2—3 см, на длинных ножках, ярко-розовые; женские серёжки 4—6 см длиной, при плодах сильно удлиняются до 8—12 см, с 2—3 листочками, вверх торчащие. Развиваются одновременно с листьями или немного раньше. Прицветные чешуи широкие, тёмно-красно-коричневые или бурые, тупые, с длинными волосками. Нектарник продолговатый, цельный или на верхушке слегка раздвоенный. Тычинки в числе двух, со свободными, голыми нитями. Завязь тёмно-красно-коричневая, опушённая, реже голая, на очень короткой, беловойлочной ножке; столбик хорошо развит, двураздельный, длиной до 1 мм; рыльца часто до половины расщеплённые, красноватые.
Плод — сероопушённая коробочка длиной 6—7 мм.
Цветёт в июне-июле.
Число хромосом: 2n = 76, 114.

## Ареал

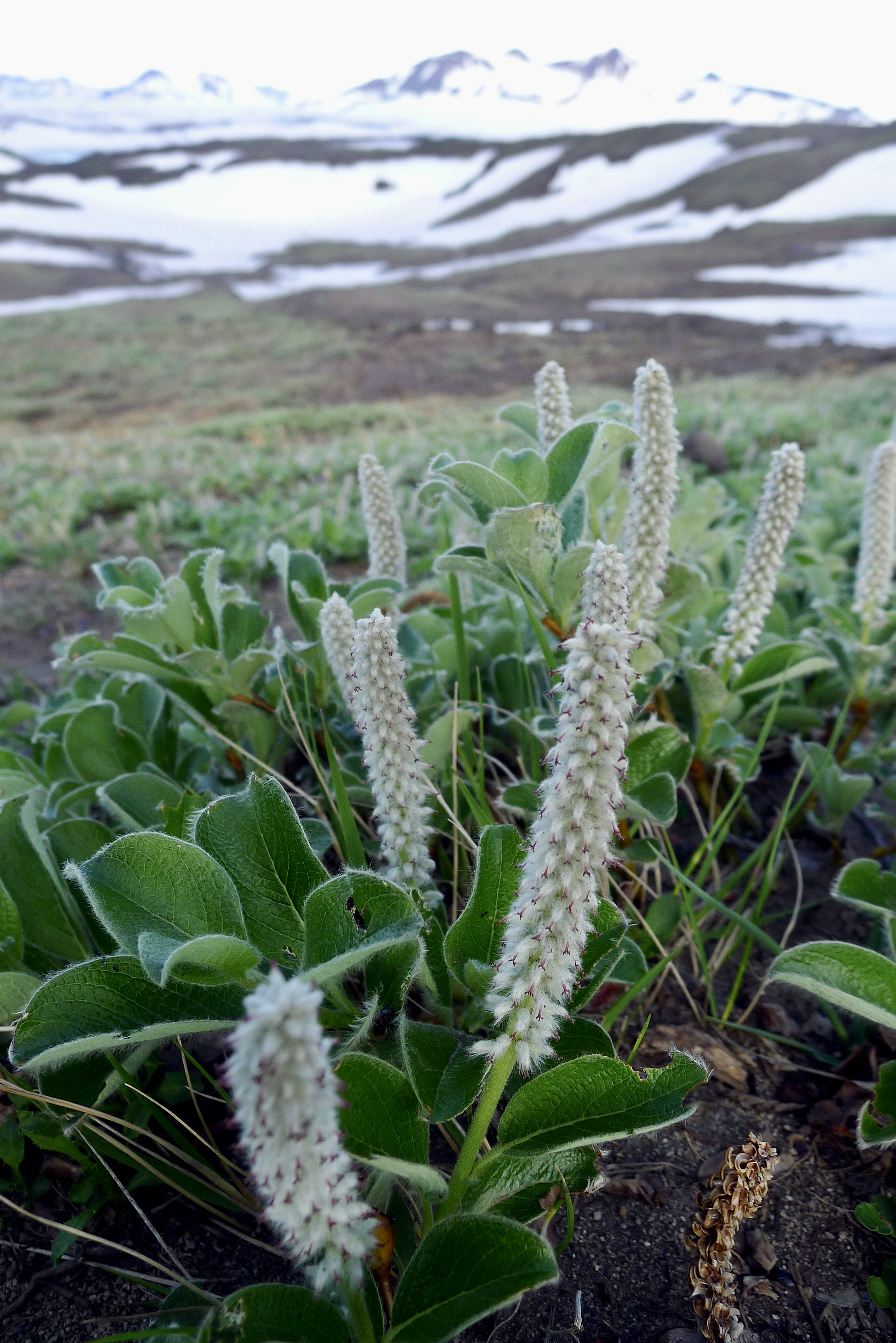
Цветущие кустарнички на приснежной лужайке. Камчатка

Арктический вид, ареал которого охватывает Северную Европу; северные и северо-восточные районы европейской части России; северные и, реже, центральные районы Сибири; Дальний Восток (включая Камчатку); северные и, частично, центральные районы Северной Америки с Гренландией.

## Экология
Произрастает на приморских шикшевниках, опушках леса и стланиковых зарослей, приснежных лужайках, кустарничковых тундрах, скалах и каменистых склонах в гольцовом поясе гор, шлаковых полях и лавовых потоках, большей частью в высокогорьях, до 1700 м над уровнем моря; может спускаться в верхнюю полосу лесного пояса в моховые, мохово-осоковые, лишайниковые, ерниковые, кустарничковыхе, пятнистые кустарничково-моховые и заболоченные тундры, где произрастает по окраинам болот.

## Значение и применение
Высококачественный летний корм, имеющий важное значение в северных горах и арктических тундрах. Хорошо поедается северным оленем (Rangifer tarandus).
У якутов эта ива, как и многие другие, является суррогатом чая и называется «чай-талак».

## Таксономия
Salix arctica Pall., 1788, Fl. Ross. 1(2): 86.
Вид Ива арктическая входит в род Ива (Salix) семейства Ивовые (Salicaceae) порядка Мальпигиецветные (Malpighiales).

Кладограмма в соответствии с Системой APG IV:
|  |                                      |  |                                   |                                   |                  |  | ещё 35 семейств | ещё 35 семейств |                     |  |  |  | ещё 625 подтвержденных видов и 1 028 видов, ожидающих подтверждения |
|  |                                      |  |                                   |                                   |                  |  | ещё 35 семейств | ещё 35 семейств |                     |  |  |  | ещё 625 подтвержденных видов и 1 028 видов, ожидающих подтверждения |
|  |                                      |  |                                   | порядок Мальпигиецветные          |                  |  |                 |                 | род Ива             |  |  |  |                                                                     |
|  |                                      |  |                                   | порядок Мальпигиецветные          |                  |  |                 |                 | род Ива             |  |  |  |                                                                     |
|  | отдел Цветковые, или Покрытосеменные |  |                                   |                                   | семейство Ивовые |  |                 |                 | вид Ива арктическая |  |  |  |                                                                     |
|  | отдел Цветковые, или Покрытосеменные |  |                                   |                                   | семейство Ивовые |  |                 |                 |                     |  |  |  |                                                                     |
|  |                                      |  | ещё 63 порядка цветковых растений | ещё 63 порядка цветковых растений |                  |  |                 | ещё 55 родов    | ещё 55 родов        |  |  |  |                                                                     |
|  |                                      |  |                                   | ещё 63 порядка цветковых растений |                  |  |                 |                 | ещё 55 родов        |  |  |  |                                                                     |

### Подвиды[12]
- Salix arctica subsp. arctica
- Salix arctica subsp. crassijulis (Trautv.) A.K.Skvortsov = Salix crassijulis Trautv. — Дальний Восток России (Чукотка, Камчатка, Охотское побережье, о. Парамушир и Командоры).
- Salix arctica subsp. torulosa (Ledeb.) Hultén — Сибирь (Алтай, Баргузины, Западный и Восточный Саян), арктика Западной Европы.

### Синонимы
В синонимику вида входят следующие названия:
- Salix anglorum auct. non Cham.
- Salix arctica R.Br. ex Richards., non Pallas
- Salix brownei (Anderss.) Bebb
- Salix crassijulis Trautv.
- Salix ehlei Flod.[14]
- Salix hudsonensis Schneid.
- Salix pallasii Anderss.
- Salix tortulosa Trautv.
- Salix petrophila Rydb.